# Creu commemorativa (Fulleda)
La Creu commemorativa és una obra del municipi de Fulleda (Garrigues) inclosa en l'Inventari del Patrimoni Arquitectònic de Catalunya.

## Descripció
Es tracta d'una creu de terme feta tota de pedra, situada a l'encreuament amb el carrer Montblanc. Té una base quadrada i vèrtex arrodonits a la part superior, d'ella en surt un cos octogonal a manera de fust, el segueix el nus monolític, que és també esfèric-octogonal. Sobre el nus hi reposa la creu, d'extrems acabats en punxa, té una figura del crucificat feta de bronze. Hi veiem la inscripció Santa Missió 1952